# Pokémon Sun og Moon
Pokémon Sun (ポケットモンスター　サン Poketto Monsutā San) og Pokémon Moon (ポケットモンスター　ムーン Poketto Monsutā Mūn) er rollespil fra 2016 udviklet af Game Freak, udgivet af The Pokémon Company, og distribueret af Nintendo til Nintendo 3DS. De er de første spil i Pokemon-kerneseriens syvende generation. De blev oprindeligt annonceret i februar 2016 og blev udgivet i hele verden den 12. november 2016—bortset fra Europa, hvor spillene blev udgivet den 23. november samme år—for at fejre franchisens 20-årsjubilæum. To opdaterede udgaver, Pokémon Ultra Sun og Pokémon Ultra Moon, blev udgivet på samme konsol den 17. november 2017.
Udviklingen af titlerne begyndte, efter at Pokémon Omega Ruby og Alpha Sapphire blev fuldendt med forøget fokus på interaktion med Pokémon. Som i forrige iterationer af serien følger begge spil en ung Pokémontræner og rejse, som foregår spillene i Alola-regionen—baseret på Hawaii—med det formål at fuldføre regionens Island Challenge og forpurre den kriminelle organisation Team Skull og senere Aether Foundations planer, alt imens at man udfordrer forskellige Pokémontrænere med en gradvist stigende sværhedsgrad. Sun og Moon introducerede 81 nye Pokémon-arter og inkluderede nye features, så som Alolan-former af Pokémon fra ældre generationer, stærke Moves kaldet Z-Moves, fremmede væsner kaldet Ultra Beasts, opdaterede kamp- og træningsmekaniker og forbedret 3D-grafik. Begge titler er uafhængige af hinanden, men har generelt det samme plot, og mens at begge spil kan spilles separat af hinanden, så er det nødvendigt at bytte mellem de to, for at fuldende spillenes Pokédex.
Spillene modtog generelt positive anmeldelser fra kritikere, som var glade for de ændringerne til formlen, der var brugt i forrige Pokémon-spil og roste spillenes gameplay, mens at de kritiserede manglen på indhold efter spillets historie er forbi. Ved spillenes udgivelse var de blandt de hurtigst sælgende spil in Nintendos historie. Indtil videre har Sun og Moon solgt over 16 eksemplarer verden over, hvilket gør dem til de tredje bedst sælgende Nintendo 3DS-titler lige efter Mario Kart 7 og deres forgængere, Pokémon X og Y